# Grå nötkråka
Grå nötkråka (Nucifraga columbiana) är en medlem av tättingfamiljen kråkfåglar, den enda i släktet nötkråkor som förekommer i Amerika.

## Utseende och läte
Grå nötkråka är en medelstor (27–30 cm) kråkfågel med långa vingar, kort stjärt och en lång spetsig näbb. Fjäderdräkten är ljusgrå med vitaktigt ansikte. Den är svart på vingar och stjärt med vita armpennor och yttre stjärtpennor. Lätet är långt och hårt, stigande "shraaaaaaaa", men även ljusare och fallande "taaaar", ett hårt och långt skallrande ljud och ett kraftigt gläfsande "keeeew" hörs.

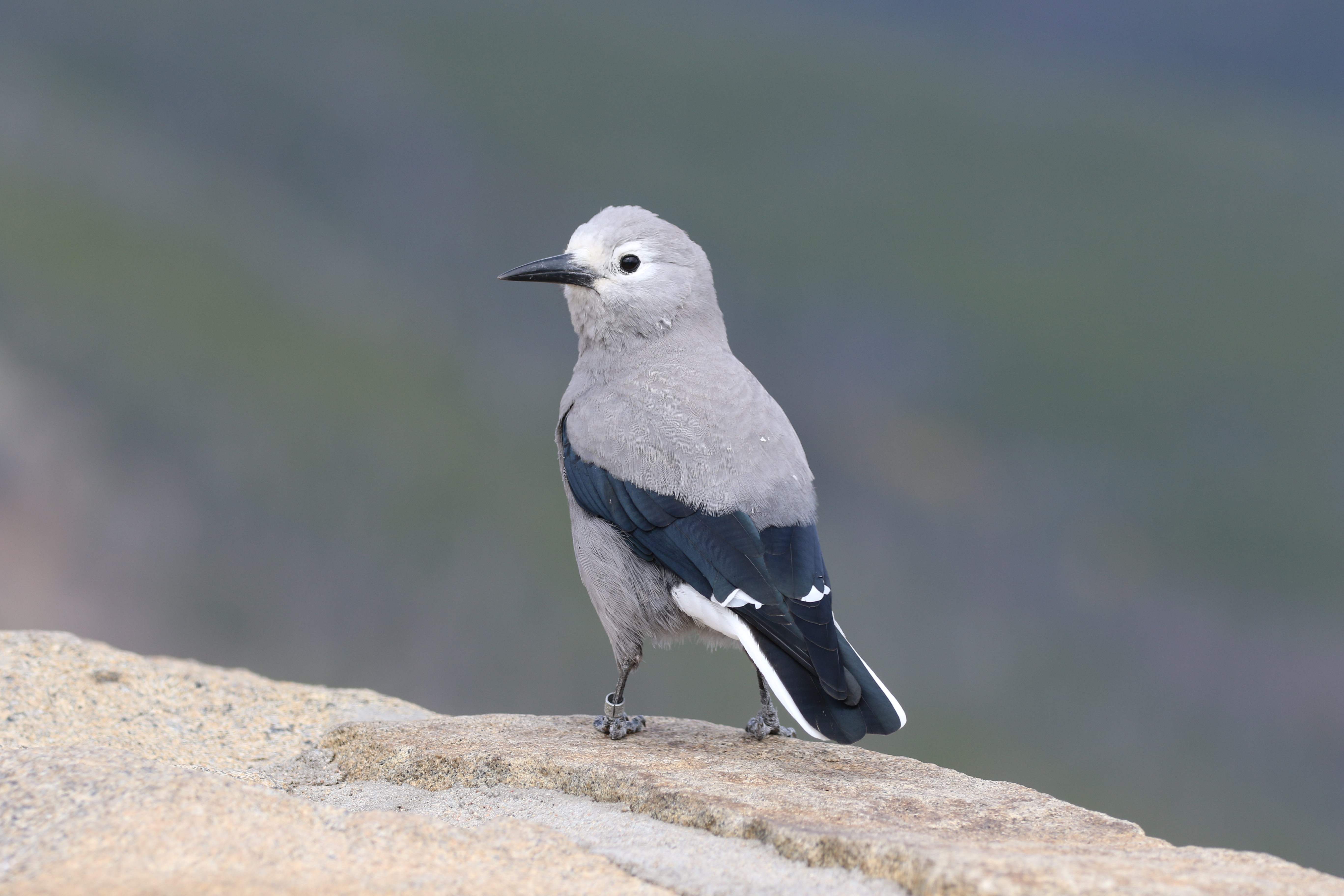

## Utbredning och systematik
Fågeln förekommer i Nordamerika i Klippiga bergen från sydvästra Kanada till norra Baja California, tillfälligtvis till nordvästra Mexiko. Den behandlas som monotypisk, det vill säga att den inte delas in i några underarter. Trots sitt avvikande utseende är arten nära släkt med övriga nötkråkor i släktet Nucifraga och härstammar troligen från en nötkråka som vandrade över Berings sund, möjligen så sent som för endast två till 1,5 miljoner år sedan.

Utbredningsområdet för grå nötkråka.

## Levnadssätt
Grå nötkråka hittas i högväxt blandskog i bergstrakter, vanligen nära öppna klippiga områden. Den ses ofta i smågrupper flygande utmed bergssluttningar eller sittande på väl synliga sittplatser på träd eller klippblock. Födan består av frön från barrträd, framför allt från storkottade Pinus flexilis, Pinus albicaulis och olika pinyontallar, men även mindre frön från gultall. Den häckar i avlägsna områden mitt i vintern, varför lite är känt om dess häckningsbiologi. Arten är stannfågel, men vissa rör sig till lägre områden vintertid och mer vitt omkring när det är ont om föda.

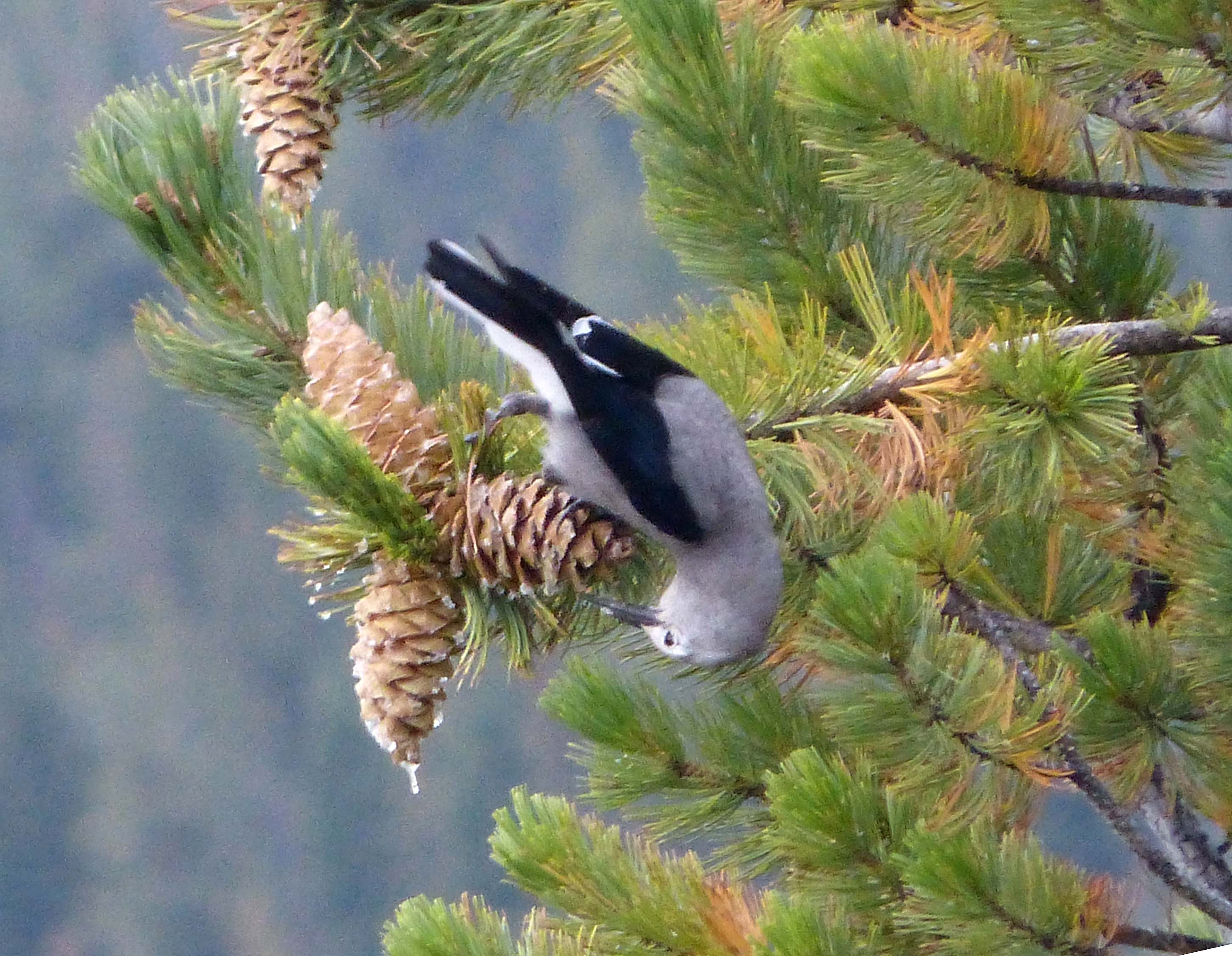
Födosökande grå nötkråka i Banff National Park i Kanada.

## Status och hot
Arten har ett stort utbredningsområde och det finns inga tecken på vare sig några substantiella hot eller att populationen minskar. Utifrån dessa kriterier kategoriserar IUCN arten som livskraftig (LC). Världspopulationen uppskattas till 270.000 häckande individer.

## Namn
Grå nötkråka har på svenska även kallats amerikansk nötkråka.